# Snake (Dillingham)
Pour les articles homonymes, voir Snake.
La rivière Snake est un cours d'eau d'Alaska, aux États-Unis situé dans la Région de recensement de Dillingham.

## Description
Longue de 45 milles (72 km), elle prend sa source dans le lac Nunavaugaluk et coule en direction du sud-est jusqu'à la baie Nushagak, à 15 milles (24 km) au sud-ouest de Dillingham.
Son nom eskimo a été référencé en 1898 par J.E. Spurr et W.S. Post de l'United States Geological Survey.

## Sources
- (en) « Snake (Dillingham) », Geographic Names Information System